# Aysel Gürel
Aysel Gürel (Sarayköy, Denizli, 7 de febrero de 1929 - Estambul, 17 de febrero de 2008) fue una escritora, letrista y actriz turca. Además de sus letras, interpretadas por diversos cantantes de toda Turquía, era conocida por su ropa extravagante, maquillaje y pelucas.

## Biografía
Aysel Gürel nació en 1929 en Denizli, en la parte occidental de Turquía. Se graduó de licenciatura en literatura en la Universidad de Estambul. Tuvo una prolífica carrera como letrista, con varios de sus temas alcanzando amplia popularidad; sus letras fueron interpretadas por cantantes turcos tan conocidos como Sezen Aksu o Yusuf Taskın, mientras que una de sus composiciones fue parte del Festival de Eurovisión de 1983.
Además de escribir letras, Gürel trabajó como actriz y turcologista; en 2007, Gürel apareció en un comercial de televisión turco para Pepsi. En diciembre de 2007, fue ingresada al Hospital Metropolitano Florence Nightingale de Estambul, aparentemente por cáncer de pulmón. Murió de bronquitis crónica a la edad de 80 años el 17 de febrero de 2008, en Estambul, siendo sepultada en el cementerio Zincirlikuyu después de un funeral en la mezquita de Teşvikiye. Gürel es la madre de las actrices turcas, Müjde Ar y Mehtap Ar.

## Obras

### Poesía
- Şiir ... Şimdi (con Kaplan Kozanoğlu)

### Filmografía
- Yurda Dönüş (1952)
- Tek Kollu Canavar (1954)
- Meyhane Köşeleri (1954)
- Üvey Ana (1971) Aysel
- Mıstık (1971)
- Gümüş Gerdanlık (1972)
- Silemezler Gönlümden (1974)
- Hop Dedik Kazım (1974)
- Öyle Olsun (1976) Ayşen’in Annesi
- Tantana Kardeşler (1976)
- Kaybolan Saadet (1976)
- Arzu (1976)
- Yansın Bu Dünya (1977)  Hacer
- Vur Gözünün Üstüne (1977)
- Enayiler Kralı (1977)
- Bir Tanem (1977)
- Aşk Dönemeci (1977)
- Kan (1977)
- Beyaz Kuş (1977)
- Kupa Kızı (1986)
- Ağır Roman (1997) Puma Zehra
- Fosforlu Cevriye (2000)
- Şarkıcı (2001)
- Bendeniz Aysel (2005)

### Temas musicales
Escribió la letra de varias canciones que alcanzaron popularidad en su país, muchas de las cuales se encuentran en el listado clásico de la historia musical de Turquía. Entre estas se encuentran:
- «Allahaısmarladık» (1977) interpretada por Sezen Aksu
- «Firuze»[A]» (1982) interpretada por Sezen Aksu
- «Sen Ağlama»[A]» (1984) interpretada por Sezen Aksu
- «Haydi Gel Benimle Ol» (1984) interpretada por Sezen Aksu
- «Sevda» (1985) interpretada por Nükhet Duru
- «Git»[A]» (1986) interpretada por Sezen Aksu
- «Ünzile» (1986) interpretada por Sezen Aksu
- «Değer Mi» (1986) interpretada por Sezen Aksu
- «Sarışın» (1988) interpretada por Sezen Aksu
- «Dünya Tatlısı» (1988) interpretada por Zerrin Özer
- «Hani Yeminin» (1988) interpretada por Zerrin Özer
- «Bir Kız» (1988) interpretada por Ayşegül Aldinç
- «Şekerim» (1989) interpretada por Gökben
- «Resmin Yok Bende» (1990) interpretada por Ajda Pekkan
- «Hadi Bakalım» (1991) interpretada por Sezen Aksu
- «Ne Kavgam Bitti Ne Sevdam» (1991) interpretada por Sezen Aksu
- «Gelmeyeceğim» (1991) interpretada por Ayşegül Aldinç
- «Abone» (1991) interpretada por Yonca Evcimik
- «Taksit Taksit» (1991) interpretada por Yonca Evcimik
- «Ayıpsın» (1991)[A] interpretada por Aşkın Nur Yengi
- «Show Yapma» (1992) interpretada por Nilüfer
- «Yine Yeni Yeniden Sev» (1992) interpretada por Nilüfer
- «Hadi Yine İyisin» (1993) interpretada por Tayfun
- «Yok» (1993) interpretada por Ajda Pekkan
- «Vurulmuşum Sana» (1994) interpretada por Asya
- «Of Aman» (1994) interpretada por Nalan
- «Yasaksız Seviş Benimle» (1994) interpretada por Tarkan
- «Eğrisi Doğrusu» (1994) interpretada por Nilüfer
- «Gölge Çiçeği» (1997) interpretada por Reyhan Karaca
- «Vur Yüreğim» (1999) interpretada por Sertab Erener
- «Aşk» (1999) interpretada por Sertab Erener
- «Tılsım» (2001) interpretada por Burcu Güneş

A^ En coautoría con Sezen Aksu.